# Jacques Jurquet
Jacques Jurquet est un militant politique et résistant français, né le 2 avril 1922 à Marseille et mort le 22 novembre 2020 à Plaisance-du-Touch,.

## Biographie
Jacques Jurquet est issu d'une famille engagée à gauche. Son père, Albert, est militant socialiste et accueille chez lui, pendant la seconde guerre mondiale, des réfugiés juifs fuyant le nazisme. À ce titre, Albert et son épouse Germaine sont honorés comme Justes parmi les Nations par l’État d’Israël. Jacques adhère d'ailleurs aux jeunesses socialistes dès 1936. 
Il tente cette même année de s'engager dans les Brigades internationales, ce qui lui est refusé compte tenu de son âge. Après son bac, obtenu en 1940, il entame des études en classes préparatoires, puis rencontre Machla Feigenbaum, renommée Myriam, une jeune femme réfugiée polonaise, de confession juive, qu'il épouse en septembre 1941.

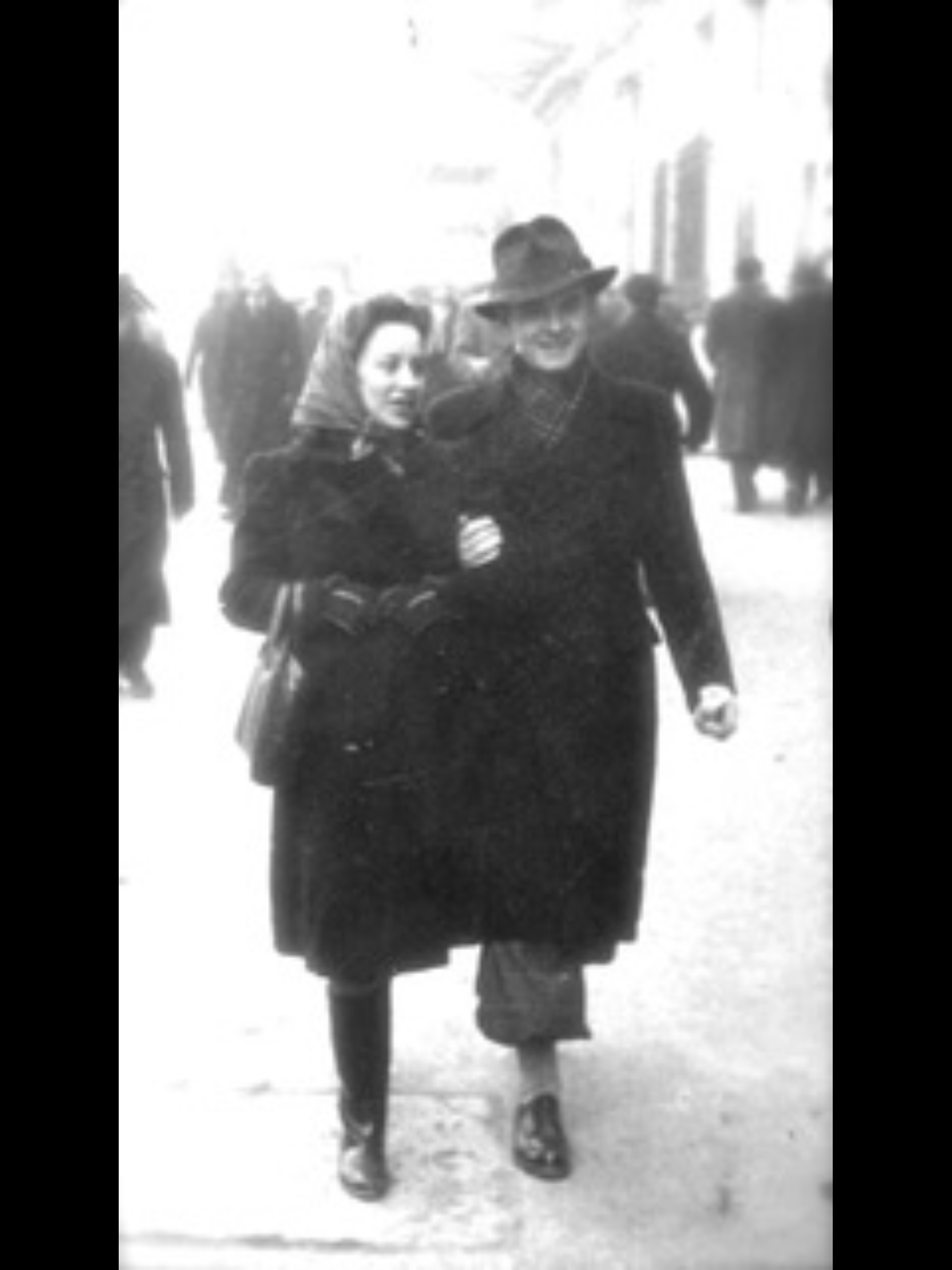
Jacques Jurquet et sa femme Myriam.

Employé à la mairie de Marseille, il y fréquente des militants communistes et adhère au PCF. Son activité politique est cependant assez limitée, et ce d'autant plus qu'il a deux enfants en bas âge. En 1942, il est mobilisé par les chantiers de jeunesse, puis, l'année suivante, requis pour le STO. 
Il s'évade du train qui le conduisait en Allemagne, et participe à la Résistance, rejoignant d'abord un maquis, jusqu'à son démantèlement en décembre 1943. Il prend alors le pseudonyme de Jourdan, mais conserve des liens avec la Résistance. Il devient, en 1944, membre de l'État-major FFI/FTP du sous-groupement R du groupement Frontière dans le Jura. Intégré ensuite dans la 1re armée, il est blessé dans les Vosges en novembre 1944. Ce même mois, il accueille son 3e enfant.
Fonctionnaire des impôts à partir de 1946, il milite et exerce diverses responsabilités au sein du parti communiste au niveau départemental, notamment dans le Doubs (où il affronte Edgar Faure), puis à Paris, où il est un des collaborateurs d'André Barthélémy et en Seine-et-Marne, et enfin à Marseille où il est muté en 1954.
Pendant la guerre d'Algérie, sous l'influence de Baya Bouhoune, qu'il épousera en 1978, il n'approuve pas la ligne suivie par le PCF. Écarté du comité fédéral des Bouches du Rhône en 1959, il est exclu du parti en avril 1964 en raison de sa prise de position en faveur de la politique adoptée par les partis communistes en Chine et en Albanie. Il avait en effet créé, en compagnie de Marcel Coste et Christian Maillet, un "cercle d'études"  franco-chinois. La même année, il participe avec François Marty à la création de la Fédération des cercles marxistes-léninistes de France et il effectue son premier voyage en Chine. 
Au lancement de L'Humanité nouvelle, en 1965, il en devient le secrétaire de rédaction. Il plaide ensuite pour la transformation des cercles en véritable parti, ce qui est fait, en décembre 1967, sous le nom de Parti communiste marxiste-léniniste de France (PCMLF).
En juin 1968, le PCMLF est dissout pour son implication dans le mouvement de mai 1968, en même temps qu'une dizaine d'autres organisations d'extrême-gauche.
Jacques Jurquet réussit cependant à maintenir une activité pour les maoïstes français, notamment au travers de la parution clandestine de L'Humanité nouvelle, puis du lancement d'un nouveau journal, L'Humanité rouge, à partir de 1969. Celui-ci devient quotidien à partir de 1975. Il conserve aussi des liens avec les partis communistes de Chine et d'Albanie, pays dans lesquels il effectue plusieurs voyages. Après une période de flottements qui voient plusieurs groupes s'opposer au sein du PCMLF clandestin, il en reprend la direction en 1973.
En 1975, il obtient le ralliement de la tendance Gauche révolutionnaire du Parti socialiste unifié et, en 1978, la sortie de la clandestinité sous le nom de Parti communiste marxiste-léniniste (PCML). Durant ces années il nie dans ses articles les crimes du régime Khmer rouge, comme il l'avait fait auparavant pour le Goulag et le Laogai. 
Après la mort de Mao et la rupture entre les communistes chinois et albanais, le PCML connait des difficultés : dissensions internes et perte de militants. L'Humanité rouge redevient hebdomadaire en 1980. Jean-Luc Einaudi démissionne ensuite. À partir de 1983, tout en restant officiellement membre de la direction du parti, Jacques Jurquet s'en détache progressivement, du fait notamment de l'abandon progressif par le parti de l'objectif de la dictature du prolétariat : il cesse plus ou moins d'y militer et s'implique de plus en plus au sein du MRAP.
En 1985, il s'oppose à la transformation du PCML en Parti pour une alternative communiste et quitte l'organisation.

## Publications
- Le Printemps révolutionnaire de 1968. Essai d'analyse marxiste-léniniste, Éditions Gît le Cœur, 1968
- Positions du mouvement ouvrier français et international sur les questions coloniales et l'Algérie avant la naissance du Parti Communiste Français, Éditions du centenaire, 1973
- Arracher la classe ouvrière au révisionnisme, E-100, 1976
- 1939-1945 : le génocide colonialiste du Constantinois, Éditions du centenaire, 1979
- La Révolution nationale algérienne et le Parti Communiste français, Éditions du centenaire
- Mouvements communiste et nationaliste en Algérie, Presse d'aujourd'hui, 1982
- Des élections à la lutte armée, Éditions du Centenaire, 1984
- Années de feu. Algérie 1954-1956, L'Harmattan, 1997
- A contre-courant 1963-1986, Le Temps des Cerises, 2001
- Femmes algériennes. De la Kahina au code de la famille, avec Baya Jurquet-Bouhoune[9], Le Temps des Cerises, 2007
- Les Hurlements de la vie, Éditions de la Veytizou, 2008
- Sur les chemins de la vie, Éditions de la Veytizou, 2009
- Vieillesse cruelle, Éditions de la Veytizou, 2010